# Maroskoppándi fatemplom
A maroskoppándi fatemplom műemlék Romániában, Fehér megyében. A romániai műemlékek jegyzékében az AB-II-m-B-00210 sorszámon szerepel.